# Rikedom (film)
Rikedom är en svensk TV-film från 1978 i regi av Gun Jönsson. Filmen bygger på Folke Fridells novell med samma namn från 1956. I huvudrollerna ses Ingvar Hirdwall och Helena Brodin.

## Handling
John arbetar i hemortens lilla park. Han njuter, men det finns ett orosmoment: Hans hustru Alma har rest till storstan igen. Hans arbetskamrater retar honom för hustruns stadsbesök som tidigare gett högst oväntade resultat.

## Rollista
- Ingvar Hirdwall – John
- Helena Brodin – Alma
- Linda Krüger – flickan
- Hans Jonsson – sonen
- Sebastian Håkansson – lillpojken
- Roland Söderberg – förmannen
- Gudmar Wivesson – arbetare
- Stig Torstensson – arbetare
- Jonas Falk – arbetare
- Roger Norberg	– arbetare